# Historia del rock en el Perú

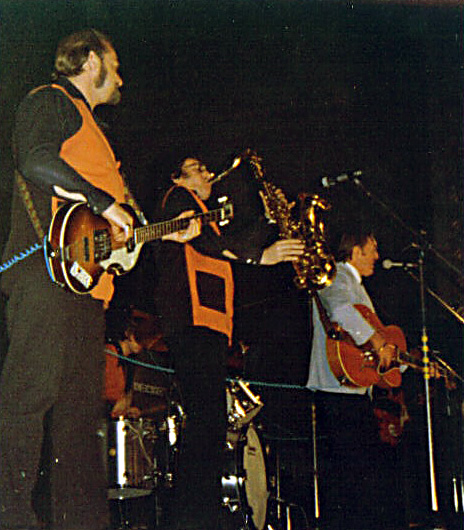
Bill Halley inspirador del Rock Peruano

El rock and roll llegó al Perú a finales de los años 50, tras el impacto de los músicos como Elvis Presley, Buddy Holly y Bill Haley, quienes popularizaron dicho género musical en EE.UU.
Las primeras bandas peruanas que aparecieron durante esa época fueron Los Millonarios del Jazz, Los Stars, Los Incas Modernos y Los Zodiacs.

## La década de 1950: La llegada del rock en el Perú
El rock & roll llegó al Perú el 28 de septiembre de 1955, con la llegada de la película Blackboard Jungle a la cartelera local, en la cual se ejecutaba el tema "'Rock around the clock'" de Bill Haley y sus Cometas. La película tuvo un fuerte impacto en la juventud limeña que suscitó una identificación inmediata.
La popularidad de la canción de Bill Haley y sus Cometas fue tan grande que dos orquestas peruanas intentaron adoptar este naciente estilo. Por un lado, estaba Eulogio Molina y sus Rock & Rollers; y por otro, Los Millonarios del Jazz; quienes crearon la primera canción original del rock peruano: “Rock with us” en 1957.

## La década de 1960
A inicios de los años 60, surgieron los primeros grupos de rock and roll y surf rock en el Perú; en el que destacan bandas instrumentales como Los Jaguar's, Los Belking's y Los Incas Modernos, que editaron en 1963 un disco LP homónimo que se considera uno de los primeros álbumes de rock hecho en el Perú.
En 1961 surgió el primer grupo de rock peruano en cantar en español: Los Zodiac, banda que duró entre 1961-1965 y lanzó un disco con dos canciones en 1963: Bertha Lou y Enamorada Estás.
En 1964, surgió una de las agrupaciones más auténticas de la escena local: Los Saicos, banda que con muchas singularidades para la época: Componían sus propias canciones en español a través de diversos discos de vinilo de 45; destacando por su estilo “garagero”, por lo que muchos los consideran una de las primeras bandas proto-punk a nivel mundial. Su mayor éxito fue con el tema "Demolición", el cual fue versionado por distintos artistas y bandas nacionales e internacionales.
Otras bandas que marcaron aquella época fueron Los Shain's, influenciadas por bandas como The Ventures, propias de un estilo surf rock estadounidense, para luego pasar a un estilo más psicodélico. Otra banda importante fueron Los York's, que tenían influencias por bandas británicas como los Rolling Stones y The Kinks. Grabaron cuatro discos de LP.
Finalizando la década de los 60's, la psicodelia proveniente de EE.UU comenzó a asomarse en algunos grupos como Los Holy's y The New Juggler Band de los hermanos Cornejo, quienes luego se convertirían en Laghonia. Casi enseguida aparecían Los Mad's, con un ritmo frenético que llamó la atención de músicos y productores extranjeros. También lo hicieron los notables Traffic Sound de Manuel Sanguinetti (Radio Doble Nueve), con cuatro discos en su haber; Telegraph Avenue, The Same People, Los Comandos, El Opio, El Álamo y The (St. Thomas) Pepper Smelter.

### La Nueva Ola
A inicios de los años 60, apareció lo que se conoce como la nueva ola. Está corriente musical se caracterizaba por un sonido simple y alejado de sonidos estridentes, diseñada para el consumo masivo y dando una respuesta conservadora al mensaje liberador que implicaba el rock. Los Doltons, la banda peruana más popular de la década que dejó grandes clásicos como su versión de “El último beso”, un cover original de Frankie Wilson & The Cavaliers, componían melodías románticas propias de la nueva ola, como también lo hicieron Los Silverston's, del Callao.
Otras bandas que destacaron de este periodo fueron Los Belking's, banda instrumental del distrito de Lince y Los Datsun's, de Huancayo.

### El idioma
Durante esa década, la mayoría de bandas peruanas cantaban en inglés, lo cual trajo ciertos cuestionamientos.
Los grupos más pop, que tenían el estilo de la nueva ola, cantaban en español y los grupos seguidores de un rock "auténtico" y de las nuevas corrientes psicodélicas, cantaban en inglés.
Lamentablemente, esto haría que mientras los grupos más populares, que cantaban en español, se hicieran a la vez más comerciales y complacientes. Mientras, los grupos que cantaban en inglés se fueran progresivamente aislando y moviendo en un circuito más pequeño y subterráneo en los años 70.
Los argumentos que daban los grupos que cantaban en inglés, que incluía probablemente a las mejores bandas y músicos, era que tendrían la posibilidad de aspirar entrar al mercado de ventas norteamericano, y de que la métrica del idioma español no se prestaba al rock. Esta idea no cambiaría radicalmente sino hasta la invasión del rock argentino en los años 80.

## La década de 1970

### Panorama político y social: censura política, activismo conservador y poca rebeldía
En 1968, en el Perú se instauró una dictadura militar, encabezado por el general Juan Velasco Alvarado. Los argumentos centrales de su discurso de tendencia izquierdista remarcaban su carácter nacionalista y antiimperialista. Pero, durante su gobierno militar y dictatorial de Velasco Alvarado (1968 - 1975), apoyó a la industria nacional, lo cual repercutió en que los sellos y las radios apoyaran a los músicos nacionales de todos los géneros, incluido el rock.
En 1971, Velasco ordenó la cancelación del esperado concierto de Carlos Santana que iba a realizar en el Estadio de la Universidad Nacional Mayor de San Marcos en Lima. Los militares estaban siendo presionados por las protestas de los estudiantes de izquierda radical y conservadora de dicha institución, así que atendiendo a sus quejas, expulsaron al roquero mexicano-estadounidense y a su banda sin dar mayores explicaciones.
Sin embargo, algunas estaciones de radio AM continuaron difundiendo la música rock como Radio Miraflores, Radio 1160 y Radio Atalaya. Además, las compañías discográficas continuaron lanzando LP de bandas de rock, como Led Zeppelin y Jimi Hendrix, en Perú.
Es justo durante ese periodo en el que surgen orquestas de salsa y baladistas que coparon el espectro de los medios de comunicación. Y es que en el Perú, el paternalismo autoritario y machista estaba presente tanto en los sectores civiles conservadores y de izquierda.
A diferencia de muchos países, donde la juventud activista de izquierda y consumidora y admiradora de las vanguardias literarias, artísticas, cinematográficas y musicales, se rebelaba contra toda visión vieja y conservadora del mundo, en esta nación no muchos parecían cuestionar la llamada "moral y buenas costumbres" que dominaban en aquella época y lo siguen haciendo hasta la actualidad.

### El género en el ámbito nacional
El rock estaba dominado por el Billboard norteamericano y las principales radios del país en ese género difundían música en inglés. La música en inglés que difundía las emisoras nacionales estaba representada por intérpretes de música disco, baladas y rock corporativo. Esta situación perduró hasta mediados de la década de los 80's. Uno de los eventos destacados fue el Lima Rock Festival en 1970, un intento de Woodstock.
A pesar de todo, algunas bandas lograron seguir adelante durante el periodo entre 1968 y 1972, como The (St. Thomas) Pepper Smelter, encabezado por Gerardo Manuel, que se volvió una de las bandas más populares de su tiempo. Luego, la banda Pax, encabezado por el guitarrista Ego "Pico" Aguirre, antiguo miembro de Los Shain's, se convirtió en la primera banda de heavy metal en el Perú. Otra banda importante fue We All Together, quienes desarrollaron un estilo bastante melódico, influenciado directamente de The Beatles y especialmente por Paul McCartney.
Pero la banda más importante de este periodo fue Traffic Sound, quienes desarrollaron un estilo, a veces, hard rock y a veces psicodélico, que luego se fusionó con ritmos andinos y afroperuana. Además, fue la primera banda peruana que realizó una gira en el extranjero, llegando hasta Brasil y Argentina.
A principios de la década de los 70, también se formó Tarkus, otro banda de heavy metal, el cual no tocó muchas veces en los escenarios pero si grabó un disco. Durante este periodo, surgieron los primeros intentos de la fusión entre el rock, ritmos latinos y peruanos, en busca de un "utópico mestizaje cultural" que sigue hasta nuestros días. En ese sentido, encontramos bandas como El Polen y El Opio, que llegaron a hacerse conocidas incluso a nivel internacional.
Caso similar ocurrió con Los Mads, que fue formado en el distrito de Lince y algunas composiciones se grabaron en los estudios móviles de los Rolling Stones.
Sin embargo, mientras Lima era el epicentro del naciente rock peruano, emergieron otras bandas en otras ciudades: Los Texao de Arequipa, Los Datsun's de Huancayo, Los Teddy's de Iquitos, Los Sideral's de Ayacucho, Los Águilas y Los Grecos de Trujillo, Los Espectros del Cusco, Los Darling's de Huánuco, y muchas más. Pero quizás la que tuvo mayor relevancia e impacto internacional fueron Los Pasteles Verdes de Chimbote, cuyo estilo era las baladas románticas.

## La década de 1980
A fines de la década de los 70's y principios de los 80's, las bandas de rock peruanas estaban confinadas a la escena underground; sin apoyo de radio o televisión. El programa de televisión de media hora Disco Club, conducido por el cantautor Gerardo Manuel, fue una excepción ocasional.
La banda de rock progresivo, Frágil, lanzó su primer LP en 1981, producido por Pantel, el cual colocó al rock peruano nuevamente en los medios de comunicación.
El movimiento roquero nacional tuvo un nuevo impulso al popularizarse el rock en español a partir de 1983, con Miguel Ríos, Charly García, y las bandas de rock argentinas a partir de 1984.
El fin del gobierno de Fernando Belaúnde Terry y el comienzo del gobierno aprista, marcan asimismo el inicio de una nueva popularización del rock peruano.
En 1984, la banda Frágil había estrenado a una cantante femenina, "Piñín" Folgado, de Argentina, reemplazando a Andrés Dulude; y bandas aún no muy populares como Dr. No, encabezado por Chachi Luján, exmiembro de Telegraph Avenue, el ya nombrado Pax con Ego "Pico" Aguirre en primera guitarra, Coco Silva en bajo y voz, Juan Carlos Caipo en teclados y Nicolás Mantani en batería. TV Color, con la chilena luego nacionalizada peruana, Danai Höhne, exmiembro del grupo peruano de trova Tiempo Nuevo, Alberto Chong, Alberto Chávez, Ernesto Samamé, Manuel Miranda, entre otros, pululaban por los pocos conciertos que se hacían en el país, principalmente auspiciados por las radios más populares de Lima. Höhne fue la primera mujer solista en interpretar para la música rock nacional.
Es a partir de los conciertos de Charly García en la "Feria del Hogar" y especialmente a partir de diciembre de 1985, con el lanzamiento del videoclip "Televidente", de la banda de pop rock, Río, y con el lanzamiento de su primer LP "Lo peor de todo" a comienzos de 1986, el rock peruano marca su entrada definitiva a los medios de comunicación masivos y se convierte en un fenómeno popular.
Surgieron así nuevas bandas y algunas antiguas que se hicieron muy conocidas, como Feiser, Dudó, La Banda Azul, S.O.S, Trama, Danai y Pateando latas, Autocontrol, JAS, Imágenes, Paradero de Julio Andrade. También destacaron solistas como Miki González, Fahed Mitre, Beto Danelli, entre otros.
En 1987, Trama fue la primera banda de rock en grabar fuera del país, marcando una pauta en cuanto a calidad de sonido, que había disminuido mucho en el país debido al silencio del periodo de 1975 a 1985, siendo también una de las pocas bandas peruanas que traspasó fronteras, haciéndose conocida en Chile, Bolivia, Colombia y Paraguay.
Asimismo, el grupo Río logró inéditos niveles de popularidad fuera del país, como en el caso de Bolivia, donde el tema "La Universidad (Cosa de locos)", estuvo 16 semanas siendo la número uno a nivel nacional, récord no superado hasta la fecha. Sus discos también se vendieron en Chile, Colombia, Paraguay, Ecuador, entre otros. En 1989 fueron a Guadalajara en México y se presentaron en el programa Sábado Gigante en Santiago de Chile, y durante su presentación de ese año en la "Feria del Hogar" estrenaron el tema "Revolución", cuya letra enfrentaba abiertamente al movimiento terrorista de Sendero Luminoso, que azotaba en distintas partes de la ciudad.
La tremenda crisis económica del gobierno aprista, especialmente a partir del “paquetazo” de Abel Salinas en septiembre de 1988, hizo que la popularidad del rock empezara a decaer luego de estar en aquel momento en su cúspide cuando la banda de rock, Arena Hash, logra ser la número 1 de ese año a nivel nacional, de acuerdo con el ranking denominado La más más, que organizaba Radio Panamericana; algo impensable hasta 1985, y para 1992, de la tremenda cantidad de bandas de la década anterior, solo sobrevivieron unas cuantas, dando paso a una nueva etapa.

### El Punk Rock y movimientos alternativos
El boom del grunge y su comercialización, dio nuevos brios al movimiento musical alternativo en el Perú, brios que alcanzarían a la escena punk limeña y de provincias. Para 1994, ya había más de 300 bandas en Lima y en provincias como Tacna, Arequipa, Cajamarca, Cuzco y Huancayo, que se encaminaban a una consolidación como "movimiento".
En 1995, fue un año prometedor; el DIY se hacía presente con la edición de material independiente por montones (y no solo en la escena punk), y con el regreso de la banda "leyenda" por esos años: Leusemia, y su segundo disco "A la Mierda lo demás". Quizá la mejor época en cuanto a calidad musical, las bandas que destacan son: Combustible (punk rockabilly), Generación Perdida (de tendencia anarcopunk), Futuro Incierto (hardcore punk) 3 al Hilo (rock and roll), Manganzoides (garaje punk psicodélico) e Irreverentes. Otras bandas que regresarían a la escena local sería Voz Propia y G-3, regreso no tan celebrado dado que las revoluciones cayeron al sonido grunge, lo cual dejarían poco a poco para retomar el camino del hardcore hasta su disolución en el 2000.
Hacia finales de los 90's, las nuevas bandas de la escena local se verían influenciado por la llegada del neo punk al Perú; género que a la larga sería el predominante en la escena nacional, donde surgieron bandas como Asmereir, 6voltios, Dalevuelta, Contracorriente, entre otros.

### La movida del «Rock Subterráneo»

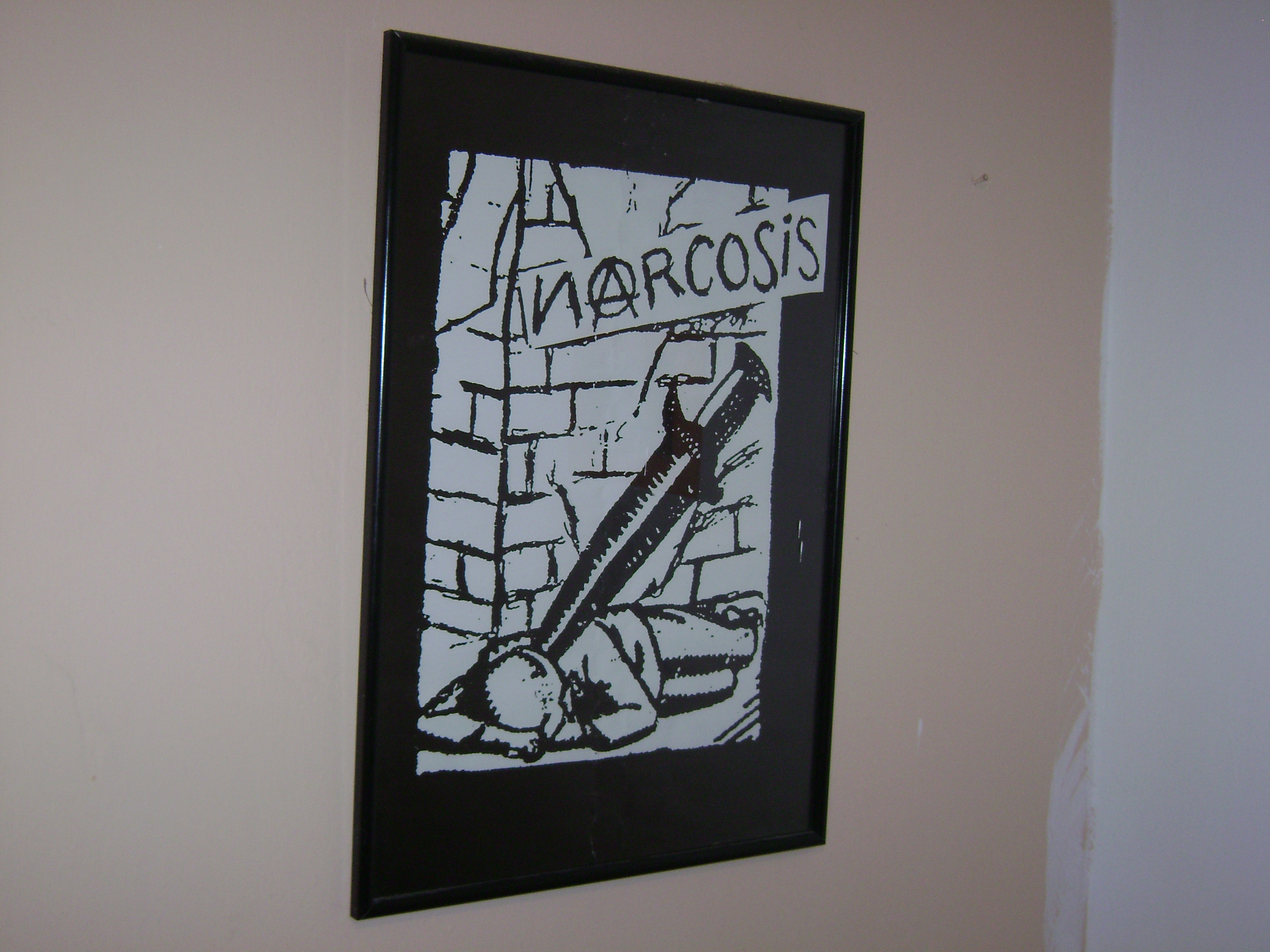
Afiche original de la banda peruana de punk rock, Narcosis.

Los primeros años de la década de los 80, fueron los más intrincados y revueltos en el ambiente político peruano tanto por la recesión económica existente como por el avance inclemente del terrorismo en el Perú.
Situaciones como ésta generaron inestabilidad social y para la música peruana esto fue letal; las disqueras no producirían más a las bandas de rock; pues no había dinero para concretar proyectos ni tampoco posibilidades que permitieran avizorar un futuro promisorio para el rock hecho en el Perú. Es en ese contexto que se gesta el movimiento subterráneo, liderados por jóvenes limeños que se sentían al margen del sistema establecido que estaba a punto de colapsar pero que pretendía, a pesar de ello, seguir dictando las normas; algo que estos jóvenes músicos no aceptarían, pues querían experimentar cosas diferentes.
Si bien es cierto que la primera etapa del rock subterráneo tuvo la magia de la gestación, del nacimiento, de la rebeldía propuesta por sus miembros; en la segunda tuvo la magia de la madurez no solo por la cantidad y diversidad de bandas, sino también por la producción de eventos y por los hechos políticos que tuvieron que enfrentar para mantenerse vigentes.
Fueron los años en los cuales hubo mayor represión, muerte, encarcelamientos, que de alguna manera terminaron por acorralar también a los subterráneos; muchas veces por equivocación o decisión propia. La separación y desaparición de varias bandas importantes de la escena "subte" fue inevitable.
En sus inicios, eran pocos los jóvenes que asistían a los conciertos, que se desarrollaban básicamente en las universidades por iniciativa de los mismos alumnos involucrados en el movimiento. Los conciertos subtes eran eventos en los que casi todos los asistentes se conocían. Las bandas que aparecían en ese momento como Narcosis, Leusemia, Guerrilla Urbana, Zcuela Cerrada, Autopsia, Éxodo, Kaoz, Eructo Maldonado, Voz Propia, Eutanasia, Salón Dadá, entre otras; no solo manejaban criterios comunes, sino que además se conocían entre sí.
El anarquismo, la rebeldía en abierta postura en contra del sistema establecido, eran su marca de origen, pero su gusto por la música que la mayoría de gente en el país desconocía, despreciaba o no escuchaba era lo que más los unía.
La movida subterránea manejaba un desarrollado código de amistad y lealtad entre sus miembros, lo que le permitió crecer rápidamente en la escena local. Cuando aparecen algunas publicaciones interesadas en difundir este movimiento contracultural, como la revista Ave Rock, es cuando se empiezan a gestar conciertos más grandes en lugares más abiertos al público como la desaparecida Concha Acústica del parque Salazar en el distrito limeño de Miraflores.
Pero básicamente se tocaba en el centro de la ciudad, en una pequeña taberna llamada No Helden, la misma que se convertiría en algo así como "la meca del rock subterráneo peruano", un lugar por donde el paso era obligado para quienes se integraban a la escena, un lugar donde solo había espacio para la contracultura musical. Para muchos miembros de la escena "subte" en los 80, "No Helden" fue para el rock subterráneo peruano lo que el bar CBGB fue para el punk estadounidense a mediados de los años 70, o lo que en la misma década de los 80 fue "El Sargento Pimienta" de Miraflores para el mainstream nacional.

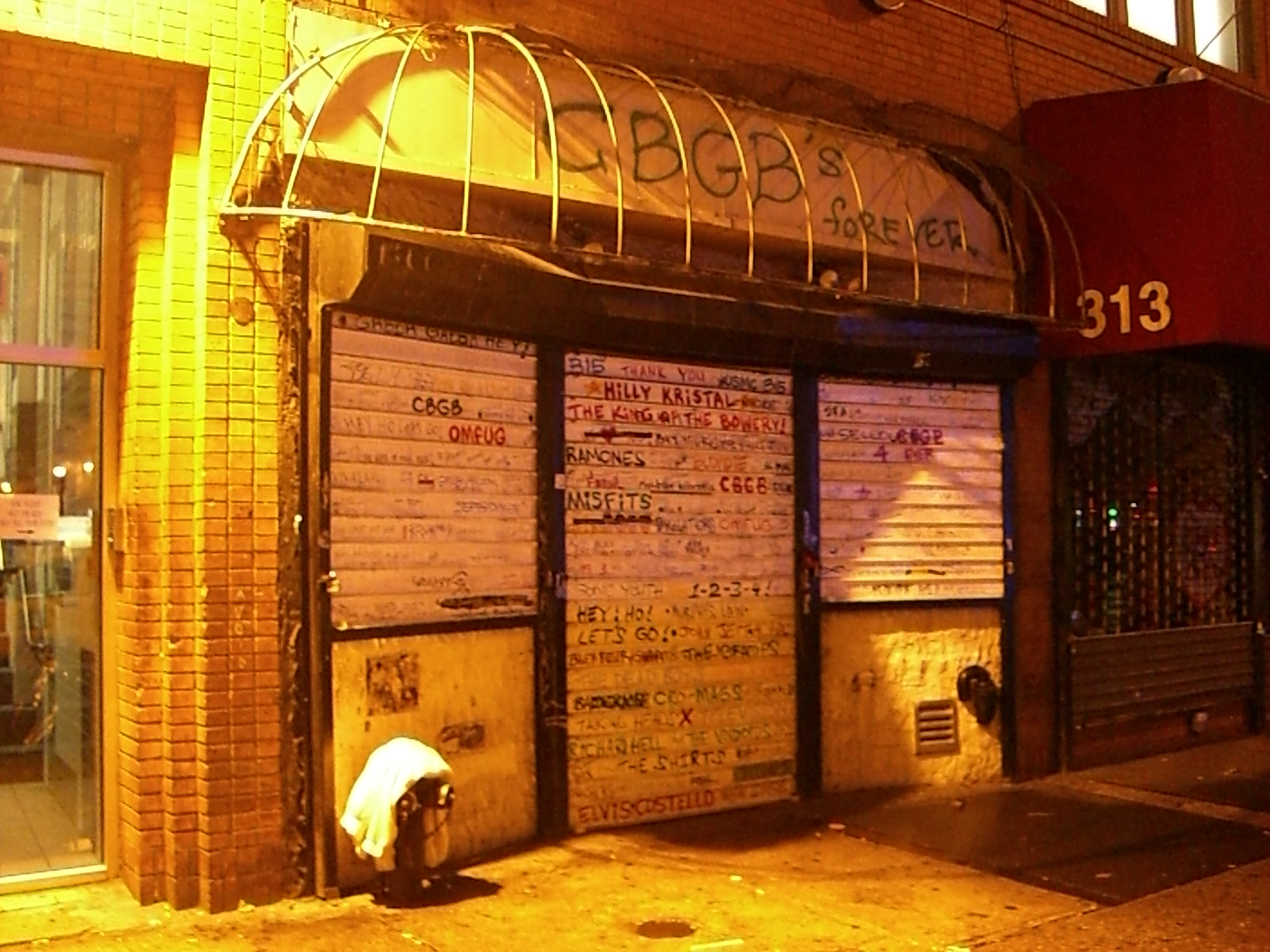
El bar CBGB, el mítico bar cuna del punk.

La música que hacían las bandas de la escena "subte" se grababa en casetes de audio a los que denominaban maquetas; éstas concebidas de manera artesanal por los propios músicos y vendidas por ellos no solo durante sus conciertos, sino también de manera ambulatoria en una de las calles de la concurrida y céntrica Av. La Colmena en el centro de Lima.
Hasta ese lugar, llegaban los jóvenes adeptos a este movimiento buscando comprar las maquetas editadas. Luego, serían compartidas con los amigos más cercanos en prolongadas sesiones de escucha en la sala de alguna casa. Por entonces, el lema "piratea y difunde" empezó a ser acuñado por algunos "subtes" buscando que su trabajo musical fuera escuchado por más gente.
Hacia el final de la década de los 80, con un gobierno calificado como catastrófico, no solo la escena subte, sino otros proyectos culturales sobre todo de gente de izquierda, quienes se sentían muy cercanos e identificados con el movimiento subterráneo, desaparecen.
En medio de la crisis social existente en el Perú, para el gobierno y los militares no había diferencias entre estas expresiones artísticas alternativas y el terrorismo. Si bien para los militares, el rock no había sido asumido como un peligro social, la relación entablada entre gente de izquierda y La movida subterránea hizo que su percepción al respecto cambiara notablemente.
Esto motivó la protesta de algunos músicos, que asumieron posiciones ultra radicales o se declararon izquierdistas extremos. La decisión de algunos pocos miembros de la escena "subte" de vincularse al accionar del grupo terrorista, Sendero Luminoso, alentó las sospechas de las autoridades hacia los subterráneos y motivó que estos "disidentes rockeros", murieran en enfrentamientos con las fuerzas del orden o fueran encarcelados de por vida.
También se destacaron bandas de estilos roqueros diferentes al punk, bandas de rock progresivo como Frágil, Madero Jaz, Temporal o Doble Gota; bandas de rock pesado como Óxido, Orión, Araña o la reconocida banda Mazo, con su clásico lema "Es hora de hacer la revolución con la cabeza y no con las armas"; y bandas de Heavy Metal underground, de la llamada escena metal peruana, como Kranium o Mortem.

## La década de 1990
A inicios de la década de los 90's, los medios de comunicación peruanos comenzaron a prestar atención a estas bandas que destacaban con un sonido "más fresco" y para el consumo masivo. Pues, estas bandas que destacaron en el 'mainstream' fueron los Nosequién y Los Nosecuántos, Miki González, Sangre Púrpura y Arena Hash. De esta última banda, Pedro Suárez-Vértiz emprendió una carrera en solitario y se convirtió en el roquero peruano de mayor éxito comercial de la década. También hicieron lo mismo sus excompañeros, como su hermano Patricio Suárez-Vértiz, que se destacó en la música disco; Christian Meier, aparte de ser un reconocido actor de televisión y cine a nivel nacional e internacional, se destacó en ser un músico con un estilo pop rock bastante "fresco"; y Arturo Pomar Jr., este último de destacaría en el ámbito hip hop, pues a principios de los 2000, lanzaría su primer disco titulado "Pega" (2000), considerado como el primer álbum del género hip hop hecho en el Perú.
Pelo Madueño, proveniente de la banda de Miki González y exmiembro de Narcosis y Eructo Maldonado, forma La Liga del Sueño, que fusionaba ritmos latinos con pop rock. Luis "Wicho" García, exmiembro de Narcosis, formaría parte de la banda de rock melódico, Mar de Copas, que tuvo un éxito instantáneo a inicios de los 90's.
El mayor crecimiento de la escena "underground" y la liberalización de la sociedad y de la economía peruana permitieron a los músicos de rock crear subcircuitos y el rock se volvió muy diverso.
Algunas de las mejores, pero no necesariamente las más conocidas, bandas de rock de Perú surgieron durante esta década. El regreso de la banda de punk rock, Leusemia, se convirtió en líder no solo de la facción 'underground', sino de todo el rock peruano, experimentando un cambio de una banda de rock muy básica a un grupo prolífico e influyente que incluía himnos de rock, baladas y rock sinfónico, casi progresivo. También estaban Dolores Delirio, Voz Propia y Cardenales, influenciados por el post-punk de los 80's.
Huelga de Hambre fue uno de los grupos de influencia grunge de Perú. El Aire, G-3, Arcana, Radio Criminal, Los Mojarras, La Raza, Mar de Copas, La Liga del Sueño y Rafo Raez fueron bandas muy sólidas de diversos géneros a las que siguieron a fines de los 90's La Sarita, Ni Voz Ni Voto, Cementerio Club, D'Mente Común y Libido, expandiendo mucho la música rock en el Perú.
Debido a las dificultades financieras que atravesaba el país y la falta de apoyo de los promotores, la mayoría de las bandas tuvieron que tocar en los mismos lugares, donde construyeron bases de fanes leales y bien informadas. Aunque los conciertos eran muy pequeños al principio, a medida que avanzaba la década, más jóvenes comenzaron a notar estas bandas y llenaron lugares más grandes con 500, 1000 o 2000 personas. Hacia fines de la década, grandes conciertos como "Acustirock", "El Niño Malo", "Antimiseria" e "Inrockuptibles" reunieron cada uno al menos 10.000 fanáticos.

## La década del 2000

### La masificación y descentralización del rock
A inicios de los años 2000's el rock peruano, producto de la globalización en las comunicaciones, experimenta un gran avance, no solo en el aspecto técnico y musical, sino también en la difusión a través de algunos medios de comunicación local que generan una apertura importante para la difusión del rock nacional y aceptan con un criterio "más integrador" que el rock peruano es uno solo, dejando de lado los conceptos que en la década de los 80's buscaban convencer al público que solo el llamado "rock comercial" que editaban las casas discográficas formales y que tocaban las radioemisoras oficiales, podía ser considerado como rock nacional y no así el que se hacía en el mundo "independiente" o "underground".
Una escena de rock maduro y prolífico pronto ganó exposición debido a la mejor presencia económica de Perú en la región. La televisión peruana y la división latinoamericana de MTV tomaron nota de las bandas peruanas y las incluyeron en sus programas por delante de la radio principal peruana. Los videos de rock peruano estaban en rotación normal junto con otros artistas conocidos regionalmente como Soda Stereo, Shakira, La Ley, entre otros.
El rock peruano se volvió una suerte de "moda" a partir de la iniciativa del Instituto Nacional de Cultura en 2002. Dio una gran importancia en la escena roquera local, no solo en Lima, sino también a las bandas que provenían de provincias, como Trémolo de Tacna, Uchpa de Andahuaylas, XDinero de Arequipa, entre otros, que lograron figurar entre el público de la capital peruana, llegando a tener presencia no solo en los rankings radiales de Lima, también a nivel internacional a través de la cadena musical MTV.

### El apoyo de los medios de comunicación independientes
El apoyo que empiezan a brindar en algunos medios de comunicación, permite que el público "tradicionalmente" interesado en nuevas propuestas musicales y seguidor de las bandas surgidas de la escena roquera "independiente", vea como estas abandonan paulatinamente 'la escena subterránea' en la que vivían años atrás, para empezar a tener cabida en diarios, radios, televisión e internet. Estas bandas y artistas "underground" comienzan a ser tratadas con el mismo respeto e interés que se les brindaba a quienes pertenecían a los sellos discográficos formales.
Lo más interesante, es que un importante sector de jóvenes en todo el país empiezan a "re-descubrir" a bandas y artistas existentes que por años, debido a su condición de "subterráneos" o "independientes", jamás han gozado del apoyo de los medios en la difusión masiva de sus trabajos musicales. Entre ellos estaban Leusemia, Dolores Delirio, Mar de Copas, Rafo Ráez, Cementerio Club, entre otros.
Esto en parte es impulsado por los programas radiales independientes que aparecen a inicios de los años 2000. Uno de ellos fue "Zona103", conducido por el ex-periodista de noticieros de televisión y músico, Juan Carlos Guerrero, que se transmitió entre 1999 y 2003, desde la radioemisora estatal Radio Nacional del Perú. Sus transmisiones del programa fue todo un éxito de sintonía a nivel nacional; dando un importante espacio en FM a las bandas nacionales, algunas nuevas y otras ya existentes que no rotaron en los medios de comunicación por su estilo o mensajes en sus canciones.
La emblemática "banda subterránea", Leusemia, empieza a masificarse a partir de un memorable concierto gratuito; el primero en la historia de la radiodifusión nacional que el programa Zona103 consigue transmitir en vivo y en directo a todo el país, desde el desaparecido auditorio de Radio Nacional del Perú, y que al día siguiente es comercializado por los seguidores de la banda en versiones piratas en diferentes localidades del Perú. Con el apoyo permanente de este programa radial para difundir su música, el pensamiento de su líder y vocalista, Daniel F, se convierte también en símbolo de quienes viven al margen de lo establecido, dictado por la industria musical en el mundo.
Después del memorable suceso, se realizaron tres conciertos gratuitos más, organizados por el mismo espacio denominado "Radio Rock En Vivo", con las bandas Dolores Delirio, Rafo Ráez y Los Paranoias y Mar de Copas, son transmitidos también en vivo y en directo desde el mismo auditorio a todo el país. A estos se sumaría luego un mega concierto con 14 bandas en escena, también gratuito realizado en la vía pública por la misma radioemisora llamado "Nacional Sale a la Calle 2". Más de 20 mil personas abarrotaron las primeras cuadras de la Av. Petit Thours, en el cercado de la capital peruana.
La magnitud de estos espectáculos consolida la fiebre por el rock peruano, y da vigencia al apoyo brindado por el espacio radial en mención; a partir de entonces la masificación del rock peruano parece ser una realidad nunca antes vivida.
Otras radioemisoras que apoyaban al rock hecho en el Perú fue "RadioInsomnio", conducido por el actor y también músico Sergio Galliani, que transmitía por las madrugadas en la desaparecida Radio América', llegando a tener una abrumadora sintonía. Luego pasaría a convertirse en "TV Insomnio", un programa televisivo que garantizaba la exposición visual de las bandas locales en una importante televisora privada como es Frecuencia Latina.
"AveRock" fue también un espacio radial de apoyo al rock peruano que gozó de buena sintonía y que condujo el músico, Piero Bustos, líder de la emblemática banda de los 80's, Del Pueblo, quien también realizó presentaciones en vivo, en el auditorio de Radio Nacional, de bandas de provincias que no se habían realizado por ningún programa en aquellos años.
Otro espacio importante para la difusión del rock peruano fue el programa Distorsión conducido por el ex-músico subterráneo y filósofo, Pedro Cornejo Guinassi, transmitido por la televisora estatal TNP (TV Perú).
Pero el apoyo de algunos medios de comunicación no perduraria por mucho tiempo. TV Insomnio sería cancelado por razones desconocidas, pero que bien podrían apuntar al temor infundado de algunos sectores musicales formales, que siempre han visto con espanto el crecimiento del rock peruano independiente. Sin embargo, el actor Sergio Galliani supo convertir el éxito de su programa en exitosos conciertos masivos a los que denominó El Desgraciadazo. Igual suerte correrían en su momento Zona103, de Juan Carlos Guerrero y "AveRock", de Piero Bustos, que se transmitían por la señal estatal.
Pero antes de que sucediera esto, el rock peruano experimenta momentos de éxito que los entendidos señalan no se vivían desde los años 60, época en la que era considerado el mejor rock de Latinoamérica. Para el año 2002, no solo las radios independientes, sino también las llamadas radios "comerciales", que tradicionalmente habían ignorado al rock local, sobre todo al proveniente de las canteras underground, tienen en su programación segmentos dedicados al rock peruano.
El interés de los medios de comunicación lleva al diario El Comercio, el más antiguo e influyente del país, a editar una colección del Rock peruano en 4 discos compactos, con los éxitos más sonados desde los años 60 hasta nuestros días.

### Gerardo Manuel y "Disco Club"
Mención aparte merece Gerardo Manuel y su emblemático programa "Disco Club", que tuvo un importante papel en los 80's, con la difusión de los videoclips de bandas de rock como KISS, Iron Maiden, Judas Priest, Quiet Riot, entre otros, combinando con videos de rock peruano, por ejemplo, el ahora mítico video de Frágil, "Av. Larco". Este programa fue el "alma mater" de los programas de rock que vinieron muchos años después, como el de Cucho Peñaloza y su «Tv Rock», con música en vivo y entrevistas, proyecto que comenzó algún tiempo atrás en su programa radial que tenía en Radio Miraflores, con Claudia Cisneros, dado que «Tv Rock» se transmitía en Televisión Nacional, tuvo una masiva concurrencia cuando se convocaba a los conciertos, como Rock en el Parque. En esa misma radio, también se transmitía el programa "Club Nacional" con la conducción de Pedro Arévalo, donde las bandas presentaban sesiones acústicas.

### Percy Céspedez: el realizador peruano de videos musicales

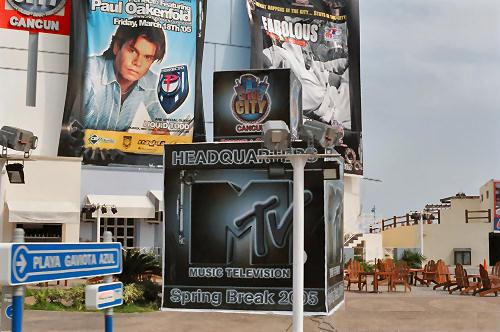
MTV, uno de los canales que difundió el nacimiento y recorrido del Rock Peruano.

La aparición de realizadores visuales, alimentados por las nuevas tendencias artísticas que llegan a través de los programas musicales que transmite la señal de cable y alentados por la posibilidad de que sus trabajos sean expuestos en canales musicales de todo Latinoamérica, se suma la necesidad de las bandas de rock local de tener exposición visual. Esta es la conjugación perfecta para que se geste un pequeño mercado del videoclip roquero en el Perú.
Percy Céspedez, quien aún sigue vigente en el mercado audiovisual, ha realizado algunos interesantes trabajos con bandas y solistas locales, como Dolores Delirio, TK, Zen, Libido, Cementerio Club, Pedro Suárez-Vértiz, Amén, Ni Voz Ni Voto, Bareto, Theremyn_4, Diego Dibós, Anna Carina Copello, Julio Andrade, Rio, El Diario De Hank, Big Pollo Funk, Adammo, Kendall, Vegasónica, Buraco, Trémolo (Tacna), XDinero (Arequipa), GallinaMcFly (Arequipa), José Arbulú, Wayo, Chick, Menos Uno, Vértigo, Patricia Loaiza, Barrio Pamará, Chapu & the Why Last, Afrodisiaco, Nina Mutal, Noise, Resplandor, The Intermisssion, Cómplices Eternos, Astronaut Project entre otros. Gracias a su gran trabajo como realizador audiovisual, se convertiría luego en el director más solicitado del medio, gracias a que sus videoclips le permitieran a algunas bandas peruanas como TK, Cementerio Club y Adammo ganar premios en la prestigiosa cadena de música y videos MTV logrando consolidar una exitosa carrera internacional que lo llevó a ser nominado al Latin Grammy el 2010.

### El apoyo de las grandes disqueras
El sello discográfico internacional Sony Music Entertainment, seleccionó a varias bandas independientes, en lo que parece ser "el momento soñado" por algunos artistas que buscan "la internacionalización" de su música. La transnacional discográfica produce el álbum "Raíz" (2000), de la emblemática banda Dolores Delirio, una de las agrupaciones que junto a Leusemia, son parte fundamental de la escena subterránea limeña, aquella en la que hasta entonces jamás se fijó la "industria discográfica formal".
Libido, otra banda independiente, que pasa a la historia por ser la primera en ganar premios internacionales, otorgados por la cadena de música y videos MTV, es también seleccionada por la misma disquera y genera ventas que le permite obtener un disco de oro. Muchos pensaron que con el apoyo de la disquera en mención el rock peruano iniciaría el camino hacia "la formalización" que le permitiera convertirse en una industria, al igual que en otros países de Latinoamérica. Lamentablemente, esto no sucedió así.

## La década del 2010

### El camino independiente
En el año 2010, trajo nuevas propuestas musicales en la escena local con nuevos sonidos por explorar, en especial con la fusión de estilos locales. Entre las nuevas bandas de rock peruanas, con distintas influencias, se encuentran Kanaku y El Trigre, Astronaut Project, Plutonio de Alto Grado, Mundaka, Banana Child, Tourista, Alejandro y María Laura, We The Lion, Los Outsaiders, Laguna Pai, entre otros. Así como también aparecen músicos solistas como Rafo de la Cuba, La Lá, Lorena Blume, Pipe Villarán, Danitse, Francois Peglau, NoxRecomendable, Alex Darko, entre otros.
Lamentablemente, estas bandas no gozan de la difusión de los medios de comunicación, ignorando el gran trabajo que estos realizan para llegar a un público masivo. Actualmente, la mayoría de las radios peruanas aún siguen difundiendo el rock peruano, pero de los grupos y solistas ya conocidos como Arena Hash, Río, Miki González, Mar de Copas, Pedro Suárez-Vértiz, La Liga del Sueño, Nosequién y los Nosecuántos, por citar algunas.

### Los sellos independientes y la difusión de la nueva escena musical en el interior del país
La salida al mercado de sellos discográficos "independientes" como Internerds Recors, A Tutiplén, Descabellado Records, La flor Records, Hype Records, entre otros, derivaron en el lanzamiento y difusión de nuevas bandas y solistas, como en la reedición de clásicos peruanos, en muchos casos poco conocidos.
Aunque también se ha dado apoyo a la nueva escena nacional en importantes festivales de la capital peruana y de provincias como Solaris Festival, Selvámonos, Taytakunan Festival, Apu Fest y Vivo X El Rock, por citar algunas.

### Las plataformas digitales como herramientas para la difusión de la nueva escena nacional
El avance de las nuevas tecnologías impulsó a que los músicos, sin la necesidad de llevar su material de trabajo a las radios y televisión, puedan grabar, producir y exponer sus trabajos a través de las redes sociales o en las plataformas de "streaming" como YouTube, Spotify, Deezer y SoundCloud, entre otros, donde puedan mostrar sus propuestas musicales a nivel nacional e internacional, con el fin de tener algún posicionamiento en el mercado mundial.

### La piratería

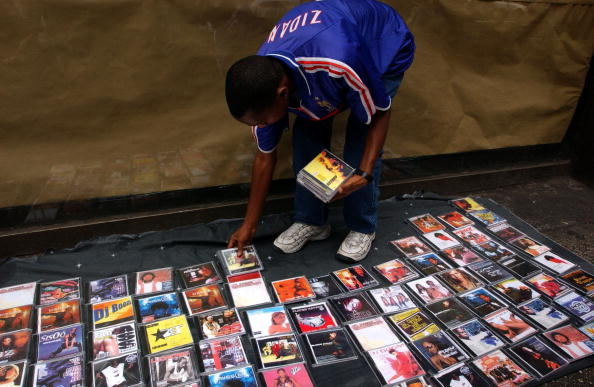
Venta de discos pirata

Las nuevas tecnologías y los malos manejos de las "familias" empresariales que controlaron la exitosa industria fonográfica peruana durante cuatro décadas, fueron aprovechadas por quienes alentaron "la piratería discográfica", que creció incontrolable y terminó por sacar del mercado tanto a sellos discográficos nacionales formales, que la fomentaron en sus inicios con el fin de evadir impuestos y pagos de regalías a los artistas, como a las disqueras independientes y perjudicó las ganancias de los artistas locales. Empresas como Sony Music Entertainment, Warner Bros, BMG, que se habían independizado de las disqueras nacionales como una tabla de salvación final, abandonaron el país y otras nacionales como Iempsa se declararon en quiebra. 
La piratería ha dificultado con la internacionalización de los artistas debido a una falta de solides en la industria discográfica, ni voluntad de ningún gobierno para acabar con el problema. Debido a la falta de legislación sobre la piratería, también afecta la creación musical y la evolución cultural, ya que no existe rentabilidad en la interpretación por parte de antecesores a la Unimpro. Para 2004, cuando se elaboró un proyecto de ley por la congresista Elvira de la Puente, la supervivencia se limitó hacia aquellos artistas que consiguieron rentabilidad al presentarse en vivo. Asimismo, los derechos fonográficos del archivo musical del Perú, compuesto en su mayoría por cintas de 1/4" se pasó de mano en mano por particulares y herederos de las antiguas disqueras, cuyo destino se mantuvo incierto.

## Lista de bandas y solistas
- Los Millonarios del Jazz (1957)
- Eulogio Molina y sus Rockanrollers (1958)
- Los Zodiac (1961)
- Los Krep's (1962)
- Los Incas Modernos (1962)
- Los Sunset (1963)
- Los Golden Boys (1963)
- Los Saicos (1964)
- Los Shain's (1964)
- Los Termit's (1965)
- Los Doltons (1965)
- Los Drag's (1965)
- Los Teddy's (1965)
- Los VIP's (1965)
- Los Belking's (1965)
- Los Spectros (1966)
- Los Golden Stars (1966)
- Los York's (1966)
- Los Silverston's (1966)
- Los Holy's (1967)
- Traffic Sound (1967)
- The Mad's (1968)
- Los Comandos (1968)
- El Opio (1969)
- The (St. Thomas) Pepper Smelter (1969)
- Telegraph Avenue (1969)
- Pax (1969)
- Black Sugar (1970)
- Grupo Amigos (1970)
- Gerardo Manuel y El Humo (1970)
- El Álamo (1971)
- We All Together (1971)
- El Ayllu (1972)
- El Polen (1972)
- Tarkus (1972)
- Frágil (1976)
- Autocontrol (1982)
- Río (1983)
- Leuzemia (1983)
- Feiser (1984)
- Narcosis (1984)
- M.A.S.A.C.R.E. (1985)
- Arena Hash (1986)
- Miki González (1986)
- G-3 (1986)
- XDinero (1986)
- Trama (1987)
- Orgus (1987)
- Nosequién y los Nosecuántos (1988)
- Uchpa (1991)
- La Liga del Sueño (1991)
- Mar de Copas (1992)
- Los Zopilotes (1993)
- Pedro Suárez-Vértiz (1993)
- Campo de Almas (1994)
- Dolores Delirio (1994)
- Ni Voz Ni Voto (1994)
- Huelga de Hambre (1994)
- Amén (1995)
- Madre Matilda (1996)
- Trémolo (1995)
- El Aire (1996)
- Libido (1996)
- Patricia Loaiza (1997)
- Cementerio Club (1996)
- Electro-Z (1999)
- Resplandor (2000)
- Inyectores (2000)
- TK (2001)
- Los Chabelos (2001)
- Gaia (2001)
- Fuera del Resto (2002)
- Zen (2002)
- Wayo (2003)
- Chick (2003)
- El Diario De Hank (2003)
- Menos Uno (2003)
- Vérttigo (2004)
- Pelo Madueño (2004)
- Pamela Rodríguez (2004)
- Emergency Blanket (2005)
- José Arbulú (2006)
- Alerta Rocket (2007)
- Diego Dibós (2007)
- Autobús (2008)
- Kendall (2008)
- Difonía (2010)
- Kanaku y El Tigre (2010)
- Alejandro y María Laura (2011)
- Big Pollo Funk (2011)
- Buraco (2011)
- Gallina Mc Fly (2011)
- Vegasónica (2011)
- Cholo Visceral (2011)
- Francois Peglau (2011)
- Gris Volta (2012)
- Tourista (2012)
- Los Outsaiders (2013)
- Danitse (2013)
- La Lá (2014)
- Almirante Ackbar (2014)
- Mundaka (2014)
- The Intermission (2014)
- Los Lagartos (2015)
- Serto Mercurio (2015)
- Astronaut Project (2015)
- Banana Child (2015)
- Noise (2016)
- El Cuarto de Juegos (2016)
- Golden Cameleon (2016)
- We The Lion (2016)
- Plutonio de Alto Grado (2017)
- Cómplices Eternos (2017)
- Inzul (2017)
- Santa García (2017)
- Mecánica del Caos (2017)
- Lorena Blume (2018)